# Aponogeton jacobsenii
Aponogeton jacobsenii là một loài thực vật có hoa trong họ Aponogetonaceae. Loài này được de Wit mô tả khoa học đầu tiên năm 1983.